# Culicoides chateaui
Culicoides chateaui är en tvåvingeart som beskrevs av Cornet 1970. Culicoides chateaui ingår i släktet Culicoides och familjen svidknott.
Artens utbredningsområde är Senegal. Inga underarter finns listade i Catalogue of Life.